# Friedrich Walter Lenz
Friedrich Walter Lenz, ursprünglicher Name Friedrich Walter Levy (geboren am 2. Mai 1896 in Berlin; gestorben am 15. November 1969 in Austin), war ein US-amerikanischer Klassischer Philologe.

## Leben
Friedrich Walter Levy, der Sohn eines Arztes, besuchte von 1903 bis 1913 das Mommsen-Gymnasium und studierte anschließend Klassische Philologie an der Berliner Universität, wo ihn Hermann Diels, Eduard Norden und Ulrich von Wilamowitz-Moellendorff prägten. Von 1917 bis 1919 unterrichtete Lenz als Hilfslehrer am Mommsen-Gymnasium. 1919 wurde er bei Diels zum Dr. phil. promoviert, nachdem er im Dezember 1918 das Staatsexamen abgelegt hatte. Anschließend setzte Levy seine Studien mit einem Stipendium der Notgemeinschaft der Deutschen Wissenschaft und der Universität Florenz fort.
Eduard Norden förderte Levy seit seinem Studium. So machte er ihn mit Wilhelm Kroll und Karl Mittelhaus bekannt, den Herausgebern von Paulys Realencyclopädie der classischen Altertumswissenschaft (RE), für die Lenz in der Folgezeit 18 Artikel zu Dichtern und Grammatikern schrieb. Außerdem empfahl Norden seinen Schüler dem Teubner-Verlag und veranlasste so, dass Levy Textausgaben der römischen Dichter Ovid, Tibull und Seneca veröffentlichte. Über die römische Literatur hinaus beschäftigte sich Levy auch mit dem Rhetor Aelius Aristides. 1921 heiratete er Mali Goldmann, die bei Ernst Cassirer über Platon promoviert hatte. Die beiden bekamen zwei Söhne. Anlässlich seiner Ernennung zum preußischen Beamten (Ostern 1930) änderte Levy seinen Familiennamen zu Lenz.
In den 1920er Jahren unterrichtete Lenz an verschiedenen Berliner Gymnasien. 1930 erhielt er eine Festanstellung als Studienrat am Gymnasium in Minden in Westfalen. Nach der Machtergreifung der Nationalsozialisten wurde Lenz im Mai 1933 auf Grund seiner jüdischen Herkunft entlassen und emigrierte 1936 mit seiner Familie nach Italien, wo er auf Giorgio Pasqualis Einladung an der Universität Florenz wirkte. Durch Vermittlung von Norden und George Lincoln Hendrickson erhielt Lenz im Frühjahr 1939 eine Stelle als Lecturer und Research Fellow an der Yale University, die ihm und seiner Familie die Emigration in die Vereinigten Staaten ermöglichte. Gleichzeitig lehrte Lenz als Professor am Connecticut Women’s College.
1945 ging Lenz als Head of the Foreign Languages Department an die Southwestern University in Georgetown (Texas), wo er bis zu seinem Eintritt in den Ruhestand 1958 wirkte. 1953/1954 war er als Gastprofessor (Visiting Associate Professor) am Classics Department der University of Texas at Austin. Auch seinen Ruhestand verbrachte er an dieser Universität, an der er 1960 zum Research Professor ernannt wurde.
Aus seiner Ehe mit Dr. Amalie (Mali) Goldmann (1893–1979) gingen zwei Söhne hervor: Heinz Walter Lenz (1925–2006) und Stefan Günter (Steven Guenter) Lenz (1931–1986).

## Schriften (Auswahl)
- De Demosthenis περὶ συντάξεως oratione. Neustrelitz 1919 (Dissertation)
- P. Ovidius Naso. Opera. Vol. 3,1: Tristium libri V, Ibis, Ex ponto libri IV. Leipzig 1922
- P. Ovidius Naso. Opera. Vol. 3,2: Fastorum libri VI, fragmenta. Leipzig 1924
- Albii Tibulli aliorumque carminum libri tres. Leipzig 1927. Zweite Auflage, Leipzig 1937
- Seneca: Phaedra. Leipzig 1929
- Untersuchungen zu den Aristeidesscholien. Berlin 1934
- P. Ovidii Nasonis Halieutica, Fragmenta, Nux. Incerti Consolatio ad Liviam. Turin 1937. Zweite Auflage, Turin 1956
- The Aristeides Prolegomena. Leiden 1959
- Albii Tibulli aliorumque carminum libri tres. Leiden 1959. Zweite Auflage, Leiden 1964. Dritte Auflage, Leiden 1971
- Ovid: Heilmittel gegen die Liebe. Darmstadt 1960 / Berlin 1960. Zweite, durchgesehene Auflage, Berlin 1969. Nachdruck Berlin 1972
- Thomas Magister: Fünf Reden. Leiden 1963
- Aristeidesstudien. Berlin 1964
- Ovid: Die Liebeselegien. Darmstadt 1965 / Berlin 1965. Zweite, durchgesehene Auflage, Berlin 1966. Dritte, neubearbeitete Auflage, Berlin 1976 (von Mali G. Lenz)
- Tibull: Gedichte. Stuttgart: Reclam 1966
- Ovid: Die Liebeskunst. Darmstadt 1969 / Berlin 1969
- Ovid: Ars amatoria / Die Liebeskunst. Aus dem Lateinischen und nachgedichtet von Friedrich Walter Lenz. Berlin 1970
- Opuscula Selecta. Amsterdam 1972 (mit Biografie)
- mit Charles Allison Behr: P. Aelii Aristidis opera quae exstant omnia. Vier Bände, Leiden 1976–1978